# TPSG1
TPSG1, γ-Триптаза (англ. Tryptase gamma; Шифр КФ 3.4.21.59) — фермент триптаза, продукт гена человека TPSG1.

## Структура
Триптаза гамма (γ-триптаза) состоит из 321 аминокислота, молекулярная масса 33,8 кДа. Молекула содержит липофильный участок на C-конце, который, вероятно, отвечает за связывание с клеточной мембраной.

## Функции
Триптазы входят в семейство S1 трипсино-подобных сериновых протеаз. Они каталитически активны в тетрамерной форме, стабилизируемой гепарином, и устойчивы к известным эндогенным ингибиторам протеаз. Несколько генов триптаз сгруппированы на хромосоме 16p13.3 и обладают некоторыми общими свойствами. Все эти гены имеют высококонсервативные участки 3' UTR и содержат тандемные повторы на 5'-конце, а их 3' UTR участок играет роль в регуляции стабильности их мРНК. Гены содержат интрон непосредственно после инициирующего Met-кодона, отделяющего Met-кодон от кодирующей белок последовательности. Такая особенность структуры гена характерна в основном только для триптаз.
γ-Триптаза экспрессирована в лёгких, кишечнике и некоторых других тканях, особенно высокая экспрессия обнаружена в тучных клетках воздуховодных путей.